# Rakoveț, Pustomîtî
Rakoveț (în ucraineană Раковець) este localitatea de reședință a comunei Rakoveț din raionul Pustomîtî, regiunea Liov, Ucraina.

## Demografie
Componența lingvistică a localității Rakoveț
     Ucraineană (94,2%)
     Rusă (5,31%)
Conform recensământului din 2001, majoritatea populației localității Rakoveț era vorbitoare de ucraineană (94,2%), existând în minoritate și vorbitori de rusă (5,31%).